# Староаврамівська сільська рада
Староаврамівська сільська рада — колишній орган місцевого самоврядування у Хорольському районі Полтавської області з центром у c. Староаврамівка.
Населення — 2031 особа.

## Населені пункти
Сільраді були підпорядковані населені пункти:
- c. Староаврамівка
- с. Бутівці
- с. Глибока Долина
- с. Княжа Лука
- с. Пристань
- с. Радьки
- с. Стайки